# 李琨 (成化進士)
李琨（1436年—？），字德嘉，南京常州府江陰（今江蘇江陰市）人，明朝政治人物、進士出身。

## 生平
早年出身國子生，應天府鄉試第二十六名。成化十一年（1475年）乙未科會試第七十八名，殿試登進士第三甲第一百零五名。授監察御史，出按山東、廣西，后死於任內。

## 家族
曾祖父李英，曾任知事。祖父李如本。父亲李惟吉。